# Притулок на полонині Рущина

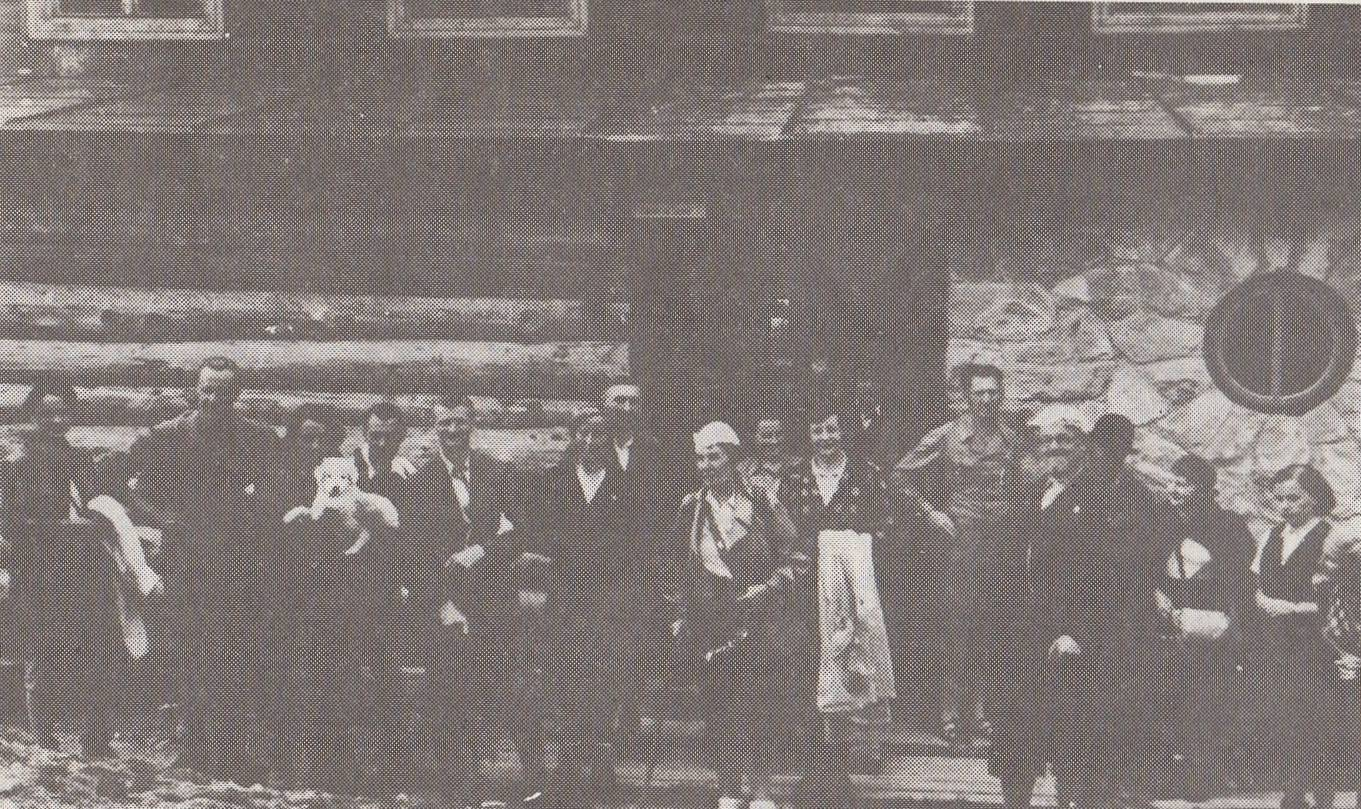
Громада коло притулка у 1939 році (на фото помітно відомого польського географа та краєзнавця Мечислава Орловича)

Притулок на полонині Рущина було збудовано львівським відділом Польського Татранського Товариства протягом 1935-38 рр. під керівництвом інженера Тадеуша Солецького. Будинок міг вмістити 16 осіб на ліжках та 22 осіб на лежаках . За іншими даними ― до 44 осіб. Був одним з найбільш відвідуваних в Східних Карпатах. 
Будівельні роботи розпочаті восени 1935 р. У 1937 р. будова вже була накрита дахом, але ще остаточно не була викінчена, однак туристи вже тут ночували. Впродовж тривалого часу будинок викінчували: завозили обладнання, ліжка, матраци. 

У вересні 1939 р. тут було розквартировано загін радянських прикордонників (з 1938 р. тут проходив кордон з Угорщиною). В червні 1941 р. загін було евакуйовано, керівництву було наказано спалити притулок. 

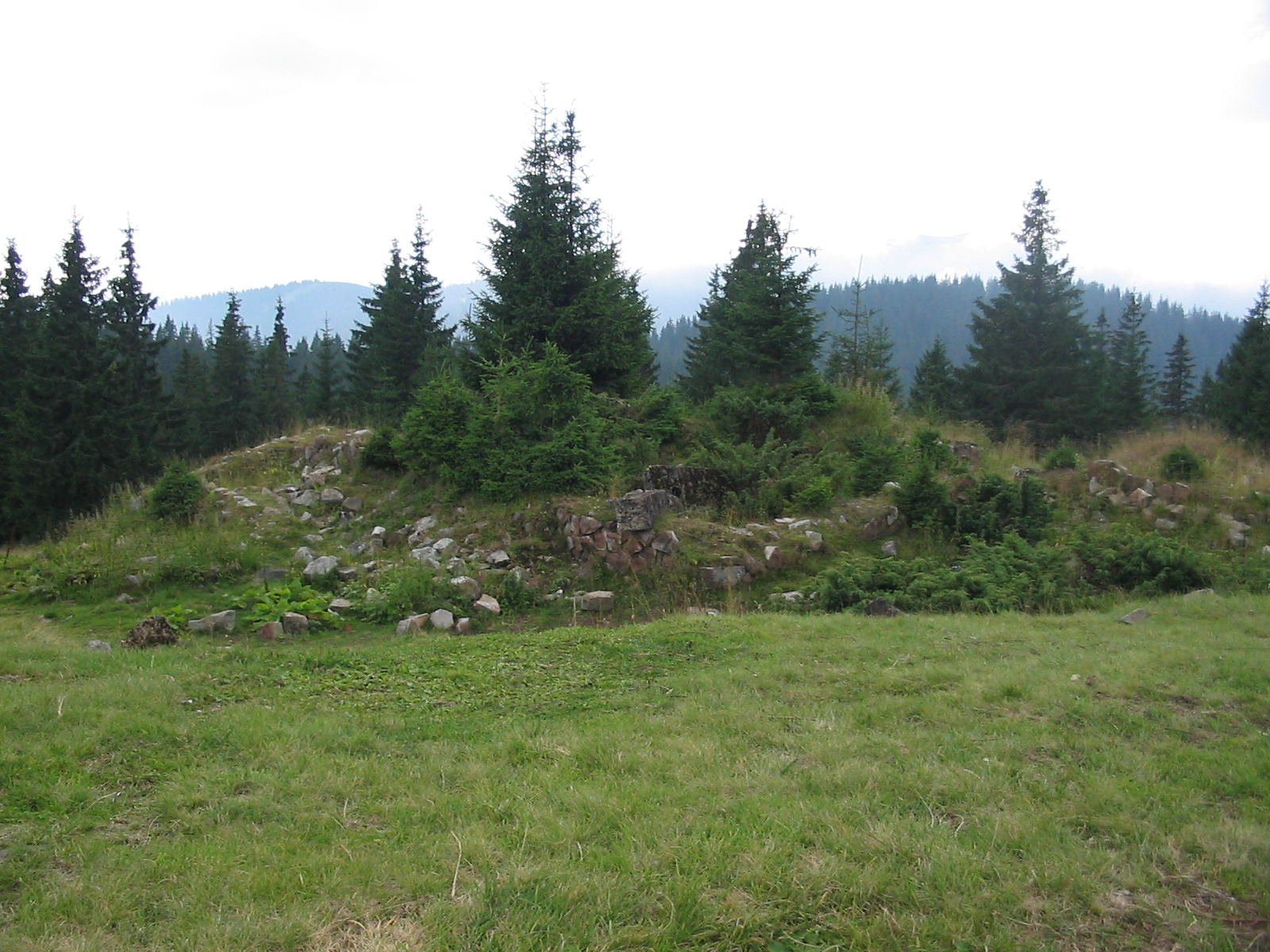
Руїни станом на 2005 р.